# Bluszcz (film)
Bluszcz – polski film obyczajowy z 1982 roku w reżyserii Hanki Włodarczyk.

## Fabuła
Trzydziestoletnia Kinga właśnie rozwiodła się z mężem i samotnie wychowuje córkę. Nowy romans nie układa się po jej myśli, coraz bardziej nudzi ją też praca. Sfrustrowana kobieta bierze urlop, aby spełnić swe marzenie i napisać książkę.

## Obsada
- Monika Niemczyk − jako Kinga Wilczewska
- Jan Englert − jako Andrzej
- Tadeusz Huk − jako Bogdan Wilczewski
- Grażyna Szapołowska − jako Ewa
- Ewa Błaszczyk − jako Marta
- Jan Peszek − jako Wojtek
- Grażyna Długołęcka − jako Urszula, sąsiadka Kingi
- Justyna Kulczycka − jako Jutka, przyjaciółka Kingi
- Przemysław Gintrowski − jako gitarzysta
- Grażyna Krukówna − jako Ala, przyjaciółka Kingi
- Elżbieta Jasińska − jako dentystka